# José Rodríguez Martínez
José Rodríguez Martínez (Villajoyosa, 16 de dezembro de 1994) é um futebolista profissional espanhol que atua como meio-campo, atualmente está no Hapoel Tel Aviv.

## Títulos
Galatasaray
- Copa da Turquia: 2015–16

### Prêmios individuais
- Equipe do torneio do Campeonato Europeu Sub-19 de 2013[2]